# Andersbach (Unrechttraisen)
Der Andersbach ist ein rechter Zufluss zur Unrechttraisen bei Hohenberg in Niederösterreich.
Der Andersbach entspringt in einer gefassten Quelle unterhalb des Beilsteins (931 m ü. A.) in Andersbach und fließt zur Unrechttraisen ab, nicht ohne aber zuvor beim Bayerhof den Rieneckgraben aufzunehmen, einen linken Zubringer, der westlich unterhalb des Kiensteins (957 m ü. A.) hervorquellt. Der Andersbach fließt südöstlich von Furthof von rechts in die Unrechttraisen ein.
Sein Einzugsgebiet  umfasst 7,4 km² in teilweise bewaldeter Landschaft.